# Asteranthera
Asteranthera, monotipski rod gesnerijevki smješten u subtribus Mitrariinae, dio tribusa Coronanthereae, potporodica Gesnerioideae.

## Etimologija
Od grčkog άστηρ, astēr = zvijezda i άνθηρα i anthēra = prašnik, aludirajući na apikalno koherentne prašnike koji tvore figuru nalik zvijezdi.

## Opis
Asteranthera je monotipski rod porijeklom iz vlažnih šuma Argentine i Čilea. Njegova jedina vrsta, Asteranthera ovata, zimzelena je loza. Biljka ima male zaobljene listove s nazubljenim rubovima. Dvousni, cjevasti crveni cvjetovi s bijelim oznakama pojavljuju se tijekom ljeta. Može se uzgajati kao penjačica ili pokrivač tla u toplim i umjerenim klimama i podnosi nekoliko stupnjeva mraza, ako su uvjeti inače povoljni.
A. ovata je Epifitski ili kopneni grm čijea su stabljika i grane tanke, drvenaste, ukorijenjene u bazalnim čvorovima. Listovi nasuprotni, mali, kratko peteljkasti, lamina eliptična, opnasto-kožasti, tamnozeleni i dlakavi odozgo, bjelkasti i goli odozdo. Cvjetovi aksilarni, pojedinačni, uspravni; brakteole male, lancetaste, umetnute ispod čaške. Čašičasti listići gotovo slobodni do baze, uski trokutasti, nazubljeni. Vjenčić crven, s bjelkastim linijama na cijevi, režnjevi pjegavi. Prašnici 4, niti su umetnute iznad baze cjevčice vjenčića; prašnici srcoliki, poprečno povezani. Disk dorzalno zadebljani prsten, prilijepljen uz bazu jajnika. Jajnik jajasto-duguljast, bilokularan; stil dugačak, vitak; stigma mala, stomatomorfna. Plod mesnata bobica. Brojevi kromosoma: nepoznati.
- A. ovata
- A. ovata
- A. ovata na deblu Nothofagusa